# Quinto Exército (Império Otomano)
O Quinto Exército do Império Otomano, também conhecido como Quinto Exército Turco, foi formado em 24 de março de 1915, com a responsabilidade de defender o estreito de Dardanelos, depois da entrada do império da Primeira Guerra Mundial. O comandante original do exército era o conselheiro militar alemão para o Império Otomano, general Otto Liman von Sanders, que tinha comandado anteriormente o Primeiro Exército Turco em Constantinopla. Posteriormente o comando passou para Vehip Paxá, apesar de Sanders manter influência considerável.

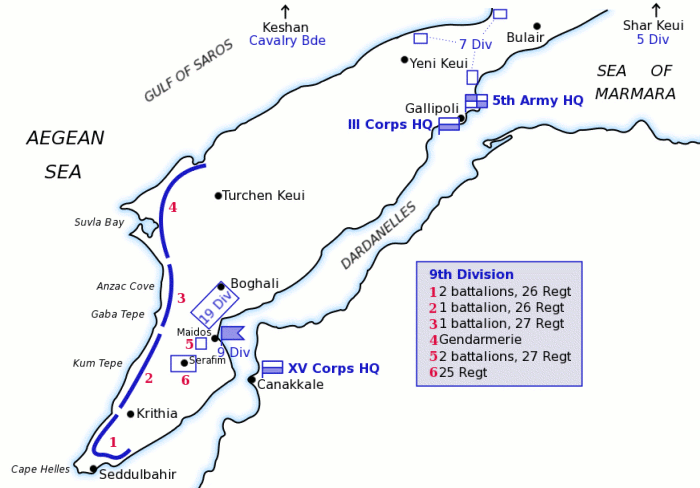
Disposição do Quinto Exército em Galípoli.

No início de 1915, à medida que a campanha aliada para capturar o Dardanelos (Campanha de Galípoli) começava, o Quinto Exército consistia de dois corpos de exército; o III Corpo defendia a península de Galípoli, enquanto o XV Corpo defendeu a costa asiática. Além disso, a 5ª Divisão Turca estava posicionada a norte da península.
O exército consistia das seguintes divisões:
- III Corpo (comandado por Essad Paxá)
  - 7ª Divisão
  - 9ª Divisão
  - 19ª Divisão
- XV Corpo
  - 3ª Divisão
  - 11ª Divisão

O 5ª Exército também tinha o comando da fortaleza de Çanakkale e um esquadrão de aviões.
Quando os Aliados lançaram a sua "Ofensiva de Agosto", num esforço final para capturar a península, o número de divisões turcas envolvidas na defesa da região havia passado de dez (seis no Helesponto e quatro na enseada Anzac), além de regimentos de infantaria destacados adicionais, e uma brigada de cavalaria. As quatro divisões em Anzac eram compostas do III Corpo.
Mais três divisões, inseridas no "Grupo Asiático", foram responsáveis pela defesa da costa asiática do Dardanelos. O XVI Corpo também conhecido como o "Grupo de Saros" localizava-se ao norte da "base" da península, para protegê-la de um desembarque no golfo de Saros.